# سديم رأس الحصان

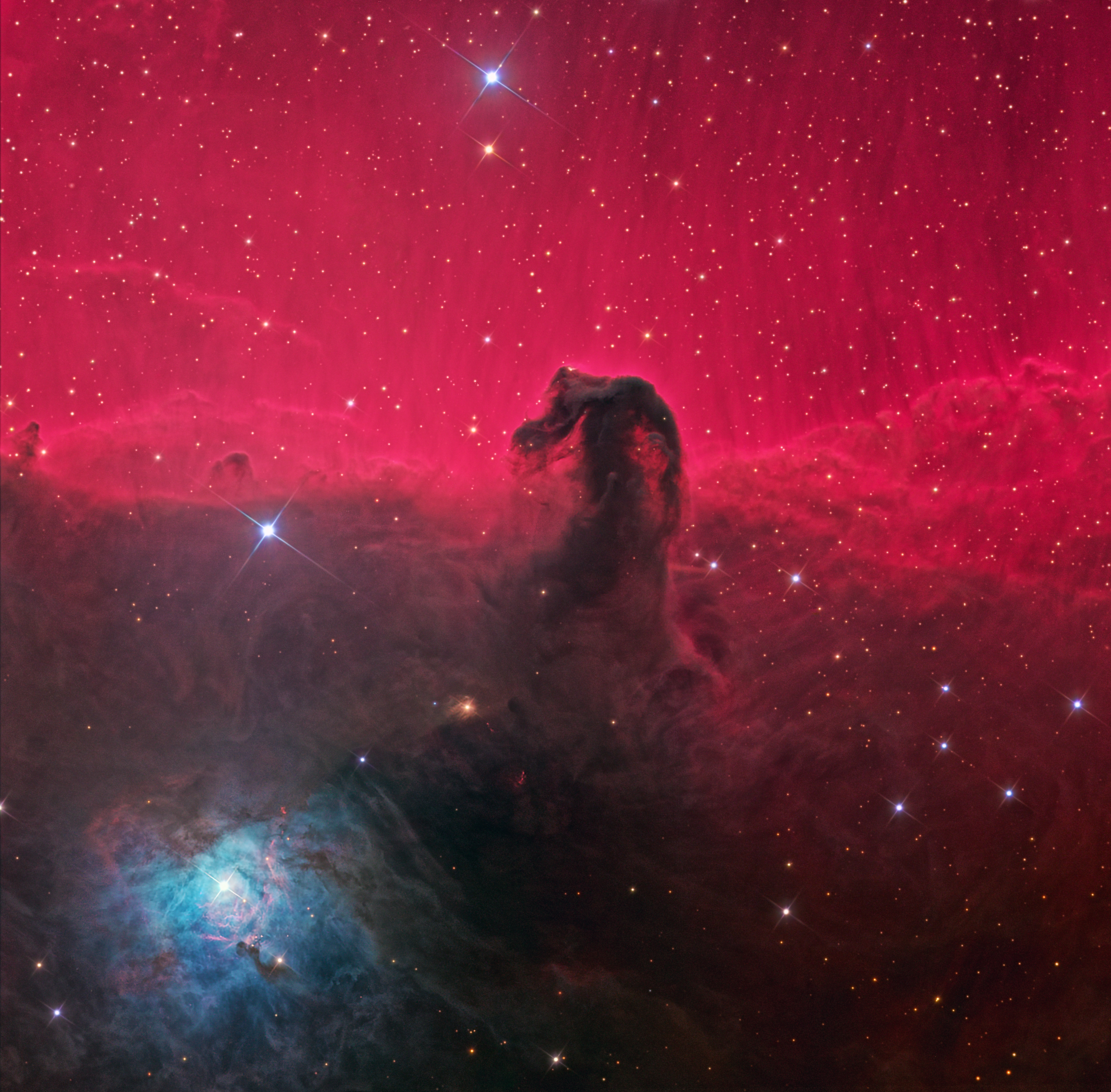
الجوار الكامل لسديم رأس الحصان. يظهر أيضاً انعكاس السديم NGC 2023 في الزاوية اليسرى من الصورة والسديم نفسه بالقرب من المركز، في شكل رأس حصان.

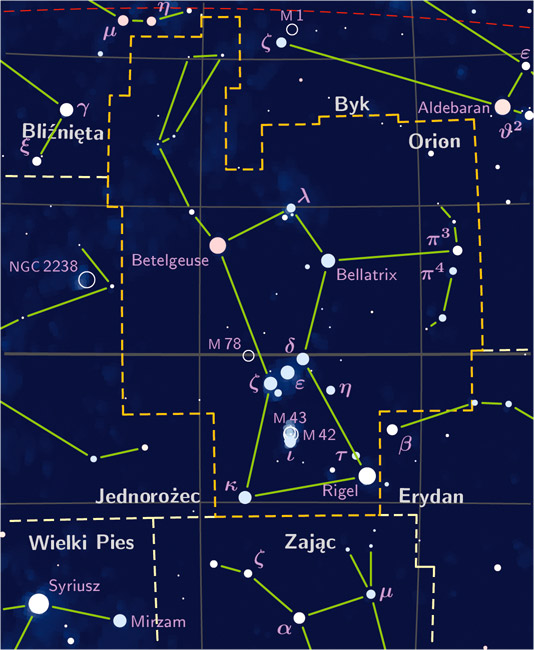
كوكبة الجبار وفي وسطها حزام الجبار. يقع رأس الحصان بالقرب من نجم النطاق أو Zeta Orionis.

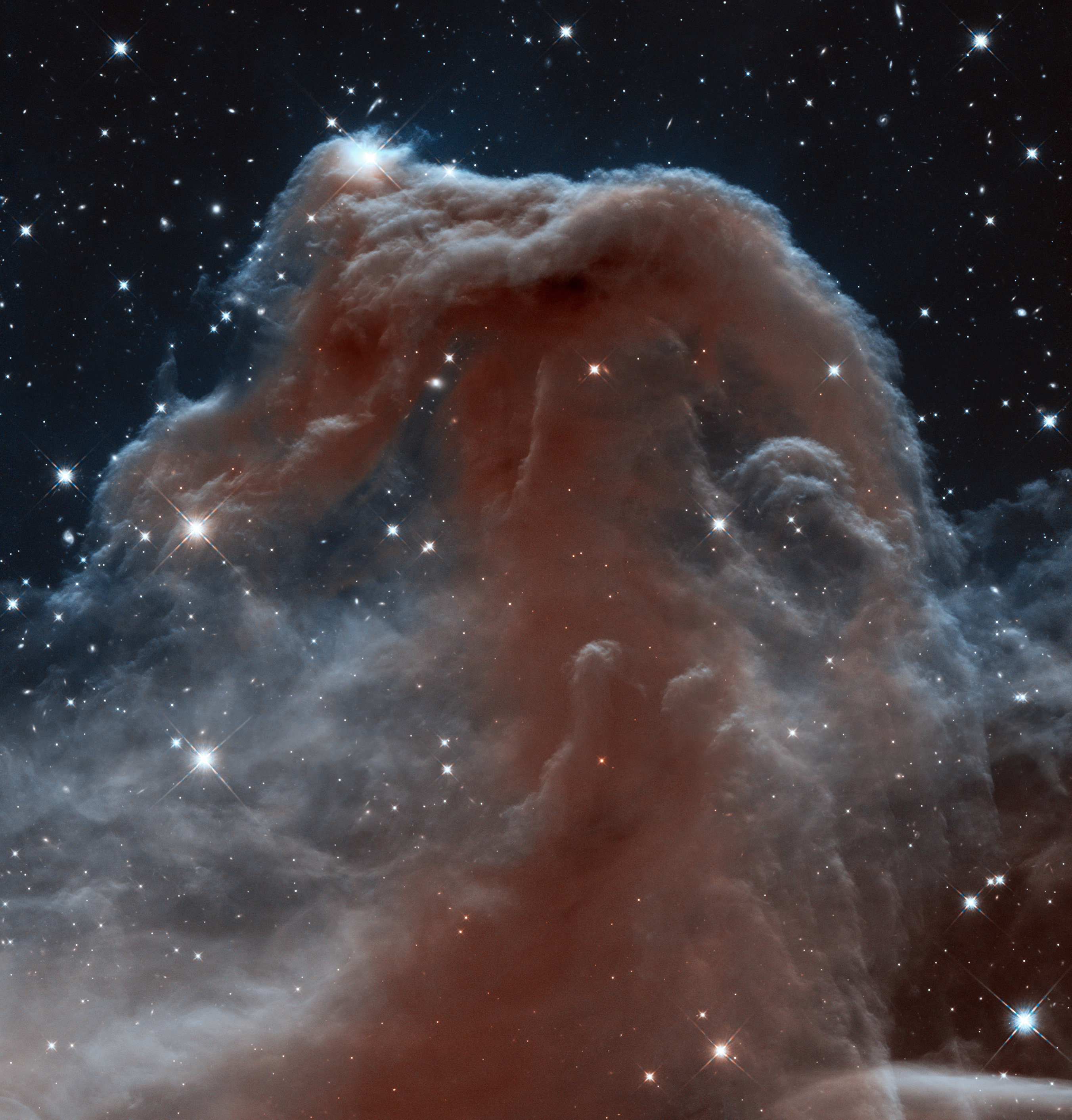
تصوير رأس الحصان بالأشعة تحت الحمراء

سديم رأس الحصان أو سديم رأس الفرس (يعرف أيضاً باسم بيرنارد 33، IC 434) هو سديم مظلم في كوكبة الجبار. من نوع الطيف الامتصاصي - لونه داكن لأنه يتكون من غبار كوني يمتص الأشعة. يبعد حوالي 1500 سنة ضوئية عن الأرض. يقع سديم رأس الحصان مباشرة تحت النجم النطاق وهو نجم من تصنيف عملاق أزرق من أشد نجوم السماء لمعانا . ويتميز سديم رأس الحصان بظهور وهج أحمر متألق من خلفه تنتشر فيه نجوم ويدل هذا الوهج الأحمر الغريب على وجود سديم آخر مضيء في المنطقة في أعماق الكون يطلق عليها سديم الجبار الأعظم حيث تتولد فيه النجوم بشكل مستمر.
كان اكتشافه عن طريق الصدفة في مرصد كلية هارفرد فقد كان شكله غريبا من خلال صور فوتوغرافية أخذت خلال 1800 ثانية ، ثم شوهد خلال كوكبة الجبار عام 1889 م . وقد شاهده إسحاق روبرت عام 1900م، وأخيرا فقد أدرك العالم الفلكي إدوارد بيرنارد انه على شكل رأس حصان في عام 1910م ، وقام بنشر صورته الأولى لسديم رأس الحصان عام 1913م ثم صنفها عام 1919 م، وقد سميت باسمه، وتعد الآن من أعظم الأجسام الفلكية.

## نظرة عامة
يقع سديم رأس الحصان بالقرب من نجم النطاق في كوكبة الجبار ، وهو يبعد عنا نحو 1500 سنة ضوئية . يبعد النطاق عنا نحو 820 سنة ضوئية وينتميان إلى مجرتنا مجرة درب التبانة. يبلغ اتساع سديم رأس الحصان نحو 3 سنين ضوئية ، ورغم أن اتساعه يعادل ربع اتساع القمر كما نشاهده من الأرض ولكن تصعب رؤيته بالعين المجردة . يمكن تصويره حيث يحتاج إلى نحو 15 دقيقة للتصوير .
تقع التركيزات الثقيلة من الغبار في منطقة سديم رأس الحصان والمناطق المجاورة في سديم الجبار، مما يؤدي لتناوب أقسام الشفافية بشكل كامل تقريباً.
وقد قامت ناسا بإجراء استفتاء عن أهم الأجرام السماوية التي قام تلسكوب هابل الفضائي بتصويرها بمناسبة عامه 11 من خدمته ، فكانت أغلبية الإجابات ترجح سديم رأس الحصان.
وفي أبريل 2024 نجح التلسكوب الفضائي "جيمس ويب" بالتقاط صوراً هي الأكثر تفصيلاً حتى اليوم لسديم رأس الحصان، حيث توضح الصور الجزء العلوي من "عرف" الحصان، وتكشف للمرة الأولى الهياكل الأصغر التي تشكل حافة السديم، وهو سحابة عملاقة من الغاز والغبار، وفق ما أعلنت وكالة الفضاء الأميركية ناسا.

## روابط خارجية
- WikiSky
- Foto und allgemeine Informationen
- Aufnahme des Pferdekopfnebels mit einem semiprofessionellen Amateurteleskop
- Aufnahme von Martin Pugh bei Telegraph.co.uk abgerufen am 20. September 2009